# 울프 토템
《울프 토템》(중국어: 狼图腾, 영어: Wolf Totem)은 2015년 공개된 중국-프랑스 합작 3D 모험, 드라마 영화이다. 장룽의 동명 소설 《울프 토템》을 각색하여 제작하였으며, 감독은 프랑스 출신의 장자크 아노이다. 중국 내몽골 자치구, 베이징시에서 촬영되었고, 제임스 호너가 영화 음악을 맡았다.

## 출연
- 풍소봉
- 두효
- 앙화니마
- 파삼찰포
- 윤주승